# Monochrome Display Adapter

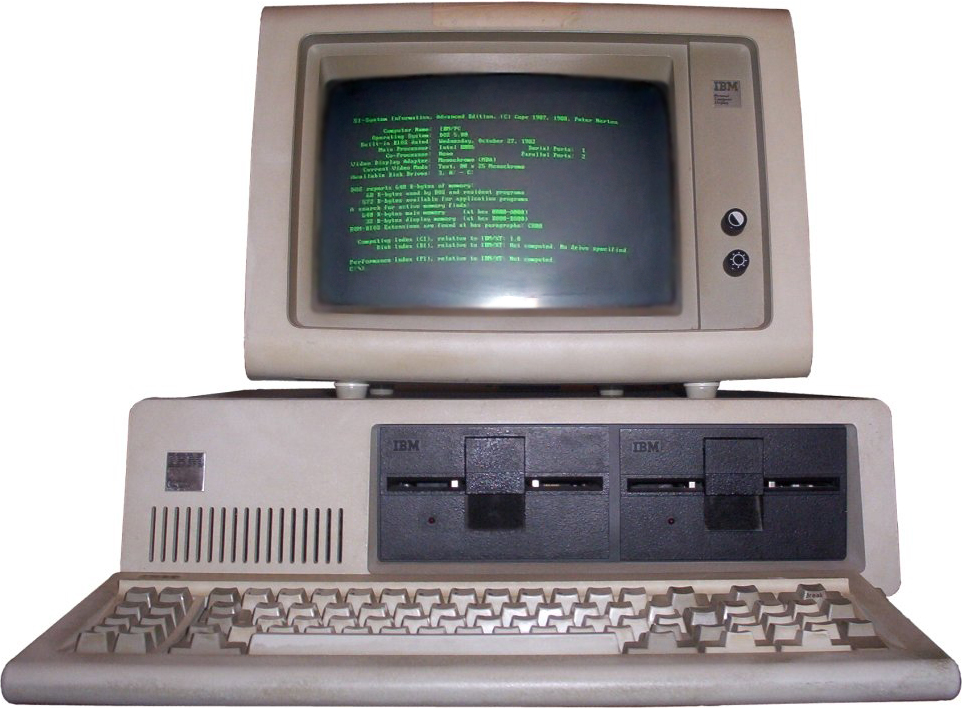
IBM PC met MDA-schermweergave

Monochrome Display Adapter of MDA is een standaard voor weergavemodus voor de eerste personal computers die IBM in 1981 introduceerde.
De MDA was ontworpen voor alfanumerieke, monochrome beeldschermen, dus zonder grafische mogelijkheden, alleen tekst met 80 kolommen bij 25 regels was mogelijk. De letters en cijfers van de tekst zijn opgebouwd uit 7×11 pixels in een veld van 14×9 pixels, wat voor die tijd vrij veel was. De tekst was daarom ook goed en prettig leesbaar.
De standaard IBM MDA-kaart was de voorloper van de huidige grafische insteekkaarten. Het geheugen op de MDA-kaart was 4 kilobyte groot. Elk karakter op het scherm had ook een aantal bits voor een attribuut, zoals: 'onzichtbaar', 'onderstreept', 'normaal', 'helder/dikgedrukt', 'geïnverteerd', 'knipperend'. Er waren geen grafische mogelijkheden, behalve via eenvoudige ASCII-art.
CGA ·
EGA ·
XGA ·
Hercules ·
MDA ·
MCGA ·
QVGA ·
SVGA ·
SXGA ·
UXGA ·
VGA ·
WXGA